# 南イエメンの国旗
南イエメンの国旗(Flag of South Yemen)は、南イエメン（イエメン人民民主共和国）の国旗である。等間隔の赤色、白色、黒色の水平三色旗であるアラブ解放旗の左端に空色のシェブロンと赤色の星が描かれている。
1967年11月30日に南イエメンがイギリスからの独立を宣言してから、1990年にイエメン統一が行われるまでの間、正式に用いられた。また、1994年、イエメン人民民主共和国が存在した短い期間にも用いられた。今日では、南部運動や南部暫定評議会の分離支持派により用いられている。

## ギャラリー
- 南イエメンの大統領旗
- イエメン社会党の旗